# Michael Kraus (Geistlicher)
Michael Kraus (Geburtsname Mihail Krauss;) (* 26. März 1908 in Meeburg, Rumänien; † 16. November 2003 in Kitchener, Ontario) war ein aus Rumänien stammender kanadischer Unternehmer und Geistlicher der Neuapostolischen Kirche Kanada.

## Biographie
Mihail Krauss wuchs deutschsprachig auf dem Bauernhof seiner Eltern auf, sein Vater besaß zusätzlich eine Taverne. Ein Lehrer erzählte ihm in der Schule von Kanada und dem Geld, das man dort verdienen könne. Deshalb entschloss sich Michael Kraus im Alter von 18 Jahren, nach Kanada auszuwandern.
Seine erste Arbeitsstelle fand er in einer Schokoladenfabrik in Kitchener. 1930 lernte er seine künftige Frau Hilda kennen, die er noch im gleichen Jahr heiratete. Freunde luden das Ehepaar ein Jahr nach der Hochzeit zu einem Gottesdienst in die Neuapostolische Kirche ein. Vom ersten Besuch an blieben sie in der Gemeinde Kitchener und ließen sich wenige Monate später versiegeln.
Kraus empfand Kanada als seine neue Heimat, dort wollte er aktiv für die Neuapostolische Kirche tätig sein. Somit begann er mit befreundeten Amtsträgern der Gemeinde Kitchener die Tür-zu-Tür-Mission, um mehr Menschen vom neuapostolischen Glauben zu überzeugen. Ab 1933 diente er als Diakon und ab 1936 als Priester in der Gemeinde Kitchener, einer von vier Gemeinden in Kanada. Kraus arbeitete mittlerweile in einer Möbelfabrik; 1941 begann er mit dem Import von Polsterstoffen. Fünf Jahre später wurde er Teilhaber einer Stofffabrik. Zwischenzeitlich wurde er 1944 als Evangelist und 1946 als Bezirksältester ordiniert. Im Jahre 1951 empfing er das Amt eines Bischofs und im Rahmen eines Gottesdienstes in Zürich, Schweiz wurde er durch den damaligen Stammapostel Johann Gottfried Bischoff zum Apostel ordiniert.
Kraus empfing im Jahre 1958 das Amt eines Bezirksapostels und wurde in diesem Amt als Kirchenpräsident der neu geschaffenen Gebietskirche Kanada beauftragt. Im Alter von 63 Jahren gründete er eine Garnfabrik. Die Kraus Carpet Mills beschäftigen heute Mitarbeiter in den USA, in Kanada und Australien.
Insgesamt brachte er zum ersten Male die neuapostolische Lehre in 70 Länder, darunter Japan, Korea, Taiwan und Malaysia, wie auch in etliche Länder West- und Zentralafrikas. Zu den Staaten, in denen sich die Neuapostolische Kirche manifestieren konnte und neuapostolische Christen zählt, gehören Sambia (1.305.000); Indien (900.000 – in den 1980er Jahren auch über eine Million), Demokratische Republik Kongo (2.600.000) und Pakistan (200.000) (Zahlen nach eigenen Angaben der Neuapostolischen Kirche).
Diese Missionsarbeit begann mit Walter Schmidt, der die Arbeit besonders in Ländern der damaligen Christianisierung unterstützte. Stammapostel Hans Urwyler wollte „die weißen Flecken auf der Neuapostolischen Weltkarte ausfärben“ und brachte den neuapostolischen Glauben mit Michael Kraus dann vornehmlich in Länder Afrikas. Um das Jahr 1980 zählte der Bezirksapostelbereich Kanada 1 Million Versiegelte (von damals 2,2 Millionen Mitgliedern weltweit).
Am 4. Dezember 1994 zählte die Gebietskirche 4 Millionen Mitglieder (von damals etwa 8 Millionen weltweit).
Insgesamt war er 61 Jahre als Amtsträger in seiner Kirche tätig, davon 36 Jahre als Bezirksapostel der Gebietskirche Nordamerika. Sein Heimatort war die kanadische Stadt Kitchener.
Ämter in der Neuapostolischen Kirche
- Diakon, 1933
- Priester, 1936
- Evangelist, 1944
- Bezirksevangelist, 1944
- Bezirksältester, 1946
- Bischof, 1951
- Apostel, 1955
- Bezirksapostel, 1958

### Konservative Führung und Kontroversen
Kraus wurde nicht von allen geachtet. Einige bezeichneten und beschimpften ihn als einen „größenwahnsinnigen“, „abfordernden“ und „trivialen Tyrannen“, der darauf bestand, dass jede seiner Aussagen ohne Wenn und Aber von Seiten der Mitglieder akzeptiert werde.
Ausschnitt aus einem Brief im März 1989 für die nordamerikanischen Gemeinden: (Übersetzung aus dem Englischen)
„Ein neuapostolisches Kirchenmitglied, ein sogenannter Gelehrter der königlichen Hoheit, die auf ihn wartet, hat nur eines zu erfüllen, und zwar: ZU TUN, WAS MAN IHM SAGT. ER HAT REIN GAR NICHTS ZU SAGEN. Wenn Gott es seinen Kindern erlauben würde, für die man den höchsten Preis bereits gezahlt, mit ihren Ideen Einspruch zu erheben, wäre dies der erste Schritt zu einer Massenverwirrung, wie wir sie in der heutigen Welt zur Genüge sehen. Wir beten: DEIN WILLE GESCHEHE AUF ERDEN WIE IM HIMMEL. Somit haben auch die im Jenseits/Himmel (außer Gott) nichts zu sagen: NUR DER GEIST GOTTES ENTSCHEIDET, WAS GETAN WERDEN MUSS. Das Gegenteil von Demokratie, was eine Massenverwirrung in unsere Zeit brachte, ist Autokratie. Wir schlugen im Wörterbuch nach und dort wurde das Wort Autokratie als DER GÖTTLICHE WILLE bezeichnet. Der Göttliche Wille regiert als göttliche Verpflichtung in unserer Kirche und wird vom Stammapostel, dem Ranghöchsten, bewahrt, den wir alle mit unserem Leben unterstützen. Der Wille des Menschen ist Gift im Gegensatz zum Willen Gottes und in unserer Kirche ist kein Platz für Gift. Zu denen, die nicht mit dem oben Genannten übereinstimmen sage ich, dass der Herr Jesus diese in einer eigenen Gruppe versammelte und er gab ihnen einen speziellen Namen: ER NANNTE SIE NARREN.“
Dieser Brief verursachte Kritik seitens der Gläubigen wie sogar des Apostelkreises, da es nie eine Auslegung der Neuapostolischen Kirche gewesen wäre, die Führungsposition der Amtsträger mit Theokratie zu vergleichen, was Michael Kraus in diesem Schreiben eindeutig verwechseln würde. Auch jemanden Narren zu nennen, der nicht mit ihm übereinstimmen würde, brachte ihm Kritik ein.
Bis zur Amtszeit des Stammapostels Richard Fehr war es den neuapostolischen Gläubigen nicht erlaubt Fragen zu stellen oder Kritik auszuüben, um Verbesserungen oder Kompromisse in der Lehre zu erreichen. Für die Kirchenleitung war es eindeutig gewesen, dass man aus freiem Wille die kirchliche Lehre annahm oder nicht. Richard Fehr bemerkte spätestens während der großen Sektendiskussion in Mitteleuropa, dass man betreffend Fragen zur Lehre mit den Gläubigen immer wieder in den Dialog treten muss, um großen Missverständnissen keine Einheit zu gebieten.